# Сторонній (оповідання)
«Сторонній» або «Ізгой» (англ. The Outsider) — оповідання американського письменника Говарда Філліпса Лавкрафта, написане з березня по серпень 1921 року та вперше опубліковане в журналі Weird Tales у квітні 1926.
«Сторонній» — один із найчастіше перевидаваних творів Лавкрафта, а також одна з найпопулярніших історій, коли-небудь опублікованих у журналі «Weird Tales». Розповідь описує загадкову особистість, яка живе на самоті в замку, скільки себе пам'ятає, і одного разу вирішує вирватися на волю в пошуках людського спілкування і світла.

## Сюжет
Оповідання походить від першої особи таємничого героя, який описує своє самотнє життя у старовинному замку. Пам'ять героя сильно розпливчаста, не пам'ятає нічого про себе, включно з тим, звідки він і коли народився. Він не відчуває течії часу і забув, коли чув голос іншої людини, не знає жодної живої істоти, крім безшумних щурів, нетопирів та павуків.
Герой описує оточення напівзруйнованого замку, де немає світла і стоїть моторошний запах тліну. Замок оточують моторошні дерева Похмурого гаю (англ. Twilight groves). Сама лише чорна башта (англ. Black tower) йде вгору, у невідоме Зовнішнє небо (англ. Unknown outer sky). Герой ходить через гнильний рів (англ. Putrid moat) і читає застарілі книги, що прикрашають стіни замку. З книг він черпає всі знання про навколишній світ. Кістки та черепи в склепах здаються йому реальнішими, ніж живі істоти. Однак він часто уявляв себе в гущі веселих натовпів, у Сонячному світі (англ. Sunny world), що лежить за «нескінченним лісом». Але варто пройти вглиб лісу, як довкола згущуються нескінченні сутінки (англ. Endless twilights) і тоді він біжить назад.

Герой вирішує звільнитися зі свого схожого на в'язницю будинку. Він починає підійматися сходами чорної вежі, яка може стати його єдиною надією на порятунок. Щаблі закінчилися і далі він підіймається, чіпляючись за уступи на прямовисній стіні. На самій вершині він намацує вікно і потрапляє до кімнати під склепінням даху. У кімнаті герой намацує у стелі плиту люка, яку він штовхає та йде нагору. Дивно, але замість даху на висоті він опиняється в кімнаті з мармуровими стінами, на рівні землі. Вперше в житті він бачить Місяць, який приводить його в захоплення. Подолавши емоції, які він відчуває, і споглядаючи те, про що досі він лише читав, герой вивчає сільську місцевість, де він опинився. Цвинтар і церква здаються йому знайомими. Інтуїтивно він знаходить шлях до замку, що поріс плющем. Замок підозріло схожий на його власний, але тільки кілька веж зникли та з'явилося нове крило. Всередині люди гуляють світським вечором. Прагнучи випробувати перший людський контакт, він пролазить у вікно зали. Люди всередині кричать і біжать у паніці. Багато хто сліпо спотикається, затуливши очі руками. Герой боїться того, що, можливо, ховається у замку. Прагнучи знайти пояснення, що відбувається, він блукає кімнатами, поки не знаходить золоту арку, в якій він стикається з монстром: Герой торкається монстра і з жахом біжить назад у свій замок. Він безуспішно намагається зрушити люк і розуміє, що не зможе повернутися в старий світ. Він згадав, що з ним сталося і чий це був замок. Тепер йому залишається тільки літати на зловісних гулях (англ. Fiendish Ghouls) при нічному вітрі або грати в катакомбах Нефен-Ка в таємній долині Хадата біля берегів Нілу — і таким чином насолоджуватися чимось, що можна вважати громадським життям. Тепер його місце біля кам'яних надгробків Неб і на безмовних святах Нітокріс під Великою Пірамідою. Він знову намагається забути минуле і лише «Непенте» дарує йому забуття. Він назавжди став Ізгоєм після того, як простяг пальці до монстра за золотою аркою, але не відчув нічого, крім поверхні дзеркала.

## Натхнення
Лавкрафт писав про оповідання «Ізгой», що він «представляє буквально несвідому імітацію найвищої майстерності Едгара По».
У оповіданні «Береніка» експозиція також описує самотність, у якій і був порятунок для героя. Герой прийшов до людей, не усвідомлюючи себе монстром, але був відкинутий і втратив причини триматися за життя. Розв'язка оповідання «Маска червоної смерті» описує схоже викриття героя.
Ідея «стати іншим» паралельна тому, що відбувається у цьому оповіданні. Інтенсивність процесу посилюється, оскільки читач дізнається про зміну сутності людини разом з оповідачем. Роман "Франкенштейн "(1818) Мері Шеллі демонструє як монстр лякає людей і викликає у них шок, коли входить до котеджу: "Я ледве поклав ногу у двері, перш ніж діти завищали, а одна з жінок знепритомніла ". Пізніше монстр заглядає в калюжу і вперше бачить свій відбиток у воді.
Можливо, ця історія була частково натхнена розповіддю «Фрагменти з журналу одиночної людини» Натаніеля Готорна, в якому чоловік у похоронному вбранні йде вулицею Бродвея і усвідомлює шоковану реакцію перехожих, лише коли бачить своє відображення у вітрині магазину.
Колін Вілсон у книзі «Сила сну» (1961) вказує на розповідь Оскара Уайльда «День народження інфанти», в якому деформований карлик з жахом бачить своє відображення вперше.
Деякі шанувальники творчості Лавкрафта припускають, що «Ізгой» представляє автобіографію самого Лавкрафта, який у такий оригінальний спосіб проникає в природу потойбіччя. Лавкрафт міг говорити про своє власне життя, коли писав: "Я завжди знав, що я стороння людина і незнайомець у цьому столітті ". Але «Енциклопедія Лавкрафта» вважає подібний аналіз перебільшенням і припускає, що частина історії «можливо, свідчить про самооцінку Лавкрафта, особливо в образі того, хто завжди вважав себе потворним, і чия мати хоча б одного разу говорила про огидну особу свого сина». 24 травня 1921 року померла Сьюзі Лавкрафт, через ускладнення після операції. Лавкрафт писав у листі, що перебуває в стані глибокої печалі та висловив бажання, щоб його життя могло закінчитися.
В оповіданні згадуються назви з міфології Стародавнього Єгипту. Потайна долина Хадат (англ. Unknown valley of Hadoth) біля берегів Нілу — схоже на гору Кадат з оповідання "Інші Боги ". Катакомби Нефен-Ка (англ. Catacombs of Nephren-Ka) та свято Нітокріс під Великою Пірамідою (англ. Great Pyramid of Nitokris) пізніше згадуються в оповіданнях: «Той, що живе у Темряві» і "Похований з фараонами ". Ім'я Неб (англ. Neb) більше не зустрічається у творах Лавкрафта, але в пізніх творах з'явиться божества Наг та Єб. «Непенте» (англ. Nepenthe) є єгипетським зіллям від туги.

## Аналіз
Історик жахів Ліс Деніелс описав «Ізгой» як «можливо, кращу роботу автора». Джоанна Расс назвала «Ізгой» одним з найкращих оповідань Лавкрафта, описавши його як «поетичну меланхолію». Хоча деякі критики можуть стверджувати, що «Ізгой» — це чистого виду жах, де значну роль відіграють переважно готичні теми, включаючи самотність, нелюдяність і потойбічне життя, які підіймають розповідь на глибший, психологічний рівень.

## Зв'язки з іншими творами
- В оповіданні «Алхімік» описаний схожий замок.
- У оповіданні «Склеп» описано примарну вечірку.
- В оповіданні «Свято» описано Потойбічний світ, а також проходи в скелі Кінгспорту, що ведуть до Загробного світу.
- У оповіданні «Пес» некромант і гуль наслав прокляття на тих, хто його потривожив.
- В оповіданні «Натура для Пікмана» описано Потойбічну галерею художника Пікмана, де він виставляв картини собакоподібних істот із Потойбічного світу.
- У повісті «Сновидні пошуки незвіданого Кадата» описані гулі в Країні снів.